# Kampioenschap van Vlaanderen 1996
Il Kampioenschap van Vlaanderen 1996, ottantunesima edizione della corsa, si svolse il 20 settembre 1996 su un percorso di 160 km, con partenza e arrivo a Koolskamp. Fu vinto dal belga Niko Eeckhout della Collstrop-Lystex davanti ai suoi connazionali Johan Verstrepen e Peter Verbeken.

## Ordine d'arrivo (Top 10)
| Pos. | Corridore          | Squadra                     | Tempo    |
| ---- | ------------------ | --------------------------- | -------- |
| 1    | Niko Eeckhout      | Collstrop-Lystex            | 3h34'00" |
| 2    | Johan Verstrepen   | Vlaanderen 2002-Eddy Merckx | a 7"     |
| 3    | Peter Verbeken     | Lotto-Isoglass              | a 8"     |
| 4    | Ronny Assez        | Ipso-Asfra Racing Team      | s.t.     |
| 5    | Nico Renders       | Vlaanderen 2002-Eddy Merckx | s.t.     |
| 6    | Hans de Clercq     | Palmans-Boghemans           | s.t.     |
| 7    | Stéphane Hennebert | Cedico-Ville de Charleroi   | s.t.     |
| 8    | Steven de Jongh    | TVM-Farm Frites             | a 46"    |
| 9    | Hans De Meester    | Palmans-Boghemans           | s.t.     |
| 10   | Frank Høj          | Collstrop-Lystex            | s.t.     |